# Episodi di Wayward Pines (prima stagione)
La prima stagione di Wayward Pines, in origine presentata come una singola miniserie, è stata trasmessa negli Stati Uniti dall'emittente Fox dal 14 maggio al 23 luglio 2015.
In Italia, come in altri paesi, è andata in onda sul canale satellitare Fox di Sky negli stessi giorni della programmazione statunitense.
| nº | Titolo originale                                | Titolo italiano                  | Prima TV USA   | Prima TV Italia |
| -- | ----------------------------------------------- | -------------------------------- | -------------- | --------------- |
| 1  | Where Paradise Is Home                          | Dove il paradiso è di casa       | 14 maggio 2015 | 14 maggio 2015  |
| 2  | Don't Discuss Your Life Before                  | Un piano di fuga                 | 21 maggio 2015 | 21 maggio 2015  |
| 3  | Our Town, Our Law                               | La nostra città, la nostra legge | 28 maggio 2015 | 28 maggio 2015  |
| 4  | One of Our Senior Realtors Has Chosen to Retire | Una nuova vita                   | 4 giugno 2015  | 4 giugno 2015   |
| 5  | The Truth                                       | La verità                        | 11 giugno 2015 | 11 giugno 2015  |
| 6  | Choices                                         | Scelte                           | 25 giugno 2015 | 25 giugno 2015  |
| 7  | Betrayal                                        | Tradimento                       | 2 luglio 2015  | 2 luglio 2015   |
| 8  | The Friendliest Place on Earth                  | Il posto più bello sulla Terra   | 9 luglio 2015  | 9 luglio 2015   |
| 9  | A Reckoning                                     | Esecuzione                       | 16 luglio 2015 | 16 luglio 2015  |
| 10 | Cycle                                           | Un nuovo inizio                  | 23 luglio 2015 | 23 luglio 2015  |

## Dove il paradiso è di casa
- Titolo originale: Where Paradise Is Home
- Diretta da: M. Night Shyamalan
- Scritta da: Chad Hodge

### Trama
Ethan Burke è un agente dei Servizi Segreti degli Stati Uniti alla ricerca, insieme a un collega, di altri due agenti, Bill Evans e Kate Hewson, con la quale ha avuto una relazione extraconiugale, misteriosamente scomparsi nel nulla nei mesi precedenti. Durante un viaggio in macchina, rimangono vittima di un incidente stradale: il collega muore sul colpo e verrà presto ritrovato sul posto; Ethan, invece, scompare nel nulla, senza che di lui rimangano tracce nell'auto incidentata.
Dopo essersi risvegliato ferito in un bosco, raggiunge un locale presso una cittadina nelle vicinanze, dove apprende di trovarsi in Idaho, a Wayward Pines, svenendo subito dopo. Recuperati i sensi nell'ospedale della città, una strana infermiera, Pam, cerca di trattenerlo senza fornirgli indicazioni utili sui suoi beni personali o sulla presenza di un telefono. Sceglie quindi di lasciare forzatamente il solitario ospedale, e, dopo aver oltrepassato la locale stazione di polizia, chiusa, chiede aiuto in un bar. Una barista, Beverly, lo fa telefonare alla moglie, alla quale lascia un messaggio in segreteria, e gli offre un posto dove dormire. Preferisce tuttavia recarsi in un hotel, ma senza portafogli verrà allontanato il mattino seguente. Si reca quindi presso l'indirizzo fornitogli dalla barista, dove ritrova il corpo, ucciso brutalmente, dell'agente Bill Evans. Raggiunta la stazione di polizia, ora aperta, incontra lo sceriffo, Arnold Pope, il quale, senza mostrare particolare interesse sulla sua storia, afferma di voler recuperare l'agente ucciso senza di lui. Ethan, dopo aver di nuovo invano provato a contattare la moglie, telefona presso l'ufficio del suo supervisore, a Seattle, ma riesce a parlare solo con una nuova assistente che promette di riportare un suo messaggio. Frustrato, va di nuovo nel bar, dove trova un nuovo barista che gli dice di non conoscere nessuna Beverly; dopo una lite verbale, lui lo aggredisce e gli fa perdere i sensi.
Nel frattempo, la moglie di Ethan, Theresa, alla quale viene riferito del misterioso incidente, quando controlla la segreteria non trova alcun messaggio e inizia a sospettare che il marito possa averla lasciata per Kate. Ethan si risveglia invece nuovamente in ospedale, legato, nel quale un enigmatico dottor Jenkins gli comunica di doverlo operare per fermare un'emorragia cerebrale. A salvarlo dall'intervento è Beverly, che lo aiuta a fuggire, spiegandogli che l'agente Evans è stato ucciso per aver tentato di lasciare la città, nella quale anche lei si è ritrovata dopo un incidente stradale. Tale incidente sarebbe avvenuto nel 1999, per lei un anno prima, ma Burke le fa notare che l'anno in corso è il 2014. Più tardi, incontra per strada la collega Kate, visibilmente invecchiata, la quale, intimorita, gli rivelerà di trovarsi nel luogo da ormai dodici anni, nella quale si è sposata con un cittadino del posto, Harold. Lei afferma anche che la città è costantemente videosorvegliata e ogni tentativo di lasciarla è inutile. Ethan, tramortito dall'esperienza, ruba una macchina e prova ad allontanarsi. La strada principale riconduce però alla stessa città anche dopo averla lasciata, introdotta da un cartello stradale recante lo slogan "dove il paradiso è di casa", mentre i boschi circostanti sono circondati da un'alta recinzione elettrificata. A Seattle, intanto, il suo capo incontra il dottor Jenkins, chiedendogli di fermare l'operazione, se possibile, ma lui risponde che ormai è già ben avviata.
- Guest star: Malcolm Goodwin (dottor Bauer), Siobhan Fallon Hogan (Arlene Moran), Jarod Joseph (Jimmy), Greta Lee (Ruby).

## Un piano di fuga
- Titolo originale: Don't Discuss Your Life Before
- Diretta da: Charlotte Sieling
- Scritta da: Chad Hodge

### Trama
Lo sceriffo Pope ordina a Ethan di rimanere nell'hotel della città, ma l'agente federale non intende seguire le sue indicazioni. Dopo essersi recato nuovamente presso il cadavere del collega Evans, trova degli appunti su un piano di fuga. Più tardi, incontra Beverly, la quale spiega che lei e Evans avevano tentato di fuggire, ma dopo essere stati scoperti, lo sceriffo Pope lo aveva ucciso pubblicamente. Beverly, nell'unica area boschiva che sembra essere immune alla videosorveglianza, lo aiuta inoltre ad individuare un chip di tracciamento sottocutaneo.
Ethan, il quale nel frattempo ha anche una visione sulla moglie e il figlio all'interno dell'ospedale, decide quindi di sfruttare gli appunti del collega defunto per provare a fuggire con Beverly. Per non destare sospetti, i due accettano un invito a cena di Kate e del marito. Durante la stessa cena si liberano del chip di tracciamento, ma Beverly commette l'errore di menzionare il suo passato. Come indicato in avvisi posti in locali pubblici, infatti, ai residenti è vietato provare ad allontanarsi e parlare della propria vita precedente, oltre ad avere l'obbligo di rispondere sempre al telefono. Lei e Ethan lasciano l'abitazione di Kate per fuggire, ma la stessa Kate denuncia telefonicamente il comportamento di Beverly. Si ritrovano quindi l'intera popolazione, allertata telefonicamente, a cercarli. Ethan prova a distrarre parte di loro per dare una possibilità a Beverly, ma questa viene presto bloccata e giustiziata pubblicamente dallo sceriffo. Intanto, la moglie e il figlio di Ethan decidono di provare a cercarlo da soli.
- Guest star: Siobhan Fallon Hogan (Arlene Moran), Lindsay Hollister (Patricia Evans), Greta Lee (Ruby), Lindsey Kraft (Darla).

## La nostra città, la nostra legge
- Titolo originale: Our Town, Our Law
- Diretta da: Zal Batmanglij
- Scritta da: Chad Hodge

### Trama
A Boise, dove è situata la sede dell'ufficio del marito, Theresa Burke e il figlio cercano di ricostruire gli ultimi spostamenti di Ethan. Con astuzia, Theresa riesce a ottenere gli ultimi pagamenti effettuati dal marito, seguendo degli indizi che la condurranno verso Wayward Pines. Nei pressi della città, l'accoglie lo sceriffo Pope, il quale, fingendo di aiutarla per un falso problema meccanico, taglia i tubi dell'olio della sua auto. Poco dopo, è vittima di un incidente di cui non avrà memoria, risvegliandosi con il figlio Ben nell'ospedale di Wayward Pines. Ethan, intanto, continua a provare la fuga. Nascondendosi in un furgone riesce a raggiungere una strana struttura ai confini della città, nella quale è però presto raggiunto dallo sceriffo che lo riconduce di forza nella sua città. Ethan viene quindi avvisato della presenza della moglie e il figlio, con il quale si ricongiunge nella casa che era abitata da Beverly, ora a loro assegnata.
Ethan chiede a Theresa e Ben di rimanere in casa, mentre continua invano di andare in cerca di risposte, incontrandosi anche con Kate. Ben lo segue di nascosto e, vistolo con l'ex amante, teme sia una conferma al sospetto che il padre si era allontanato dalla famiglia per una fuga sentimentale con lei. Dopo averlo comunicato alla madre, i due cercano di lasciare la città a piedi. Vengono però seguiti dallo sceriffo, che li blocca con violenza nei pressi della recinzione che circonda la città. Ethan li raggiunge presto, avviando una colluttazione con Pope in cui inizialmente viene sopraffatto. Ben, rimasto nell'auto dello sceriffo, riesce ad investirlo, dando modo al padre di ucciderlo. Con un telecomando legato alle chiavi di Pope, Ethan riesce ad aprire una recinzione, ma ne esce una misteriosa entità che rapidamente prende il corpo di Pope. I Burke, intimoriti, si vedono quindi costretti a tornare indietro.
- Guest star: Justin Kirk (Peter McCall), Siobhan Fallon Hogan (Arlene Moran).

## Una nuova vita
- Titolo originale: One of Our Senior Realtors Has Chosen to Retire
- Diretta da: Zal Batmanglij
- Scritta da: Steven Levenson

### Trama
Ethan e la moglie, impossibilitati a lasciare la città, ritornano nella casa loro assegnata, decidendo di fingere di adattarsi alla situazione finché non trovano una via d'uscita. Ethan, con le chiavi sottratte allo sceriffo Pope, si reca nel suo ufficio sperando di trovare qualcosa di utile. Sul posto scoprirà di essere stato nominato nuovo sceriffo di Wayward Pines, come comunicatogli dal sindaco Brad Fisher, dovendo presto fare i conti con l'arresto di Peter McCall, l'agente immobiliare che lo aveva introdotto nella sua nuova casa, accusato di insubordinazione. Ad Ethan viene chiesto di ucciderlo, prima dall'infermiera Pam e poi da un'anonima voce al telefono, ma lui non intende eseguire l'indicazione. Lo stesso Peter McCall sceglie tuttavia di morire, suicidandosi sulla barriera elettrificata che circonda la città. Prima di morire, Peter comunica a Ethan che l'unica volta in cui è quasi riuscito ad oltrepassare il confine è stata tentando di scalare una parete rocciosa. Ethan deciderà quindi di provare tale via, venendo notato da una strana creatura.
Nel frattempo, il figlio Ben viene iscritto nella scuola della città, venendo seguito con attenzione dall'insegnante Megan Fisher e attirando le attenzioni di una coetanea. Il sindaco, marito di Megan, confesserà ad Ethan che la scuola è un mezzo per cercare di manipolare i ragazzi del posto.
- Guest star: Justin Kirk (Peter McCall), Hope Davis (Megan Fisher), Siobhan Fallon Hogan (Arlene Moran), Barclay Hope (Brad Fisher), Sarah Jeffery (Amy).

## La verità
- Titolo originale: The Truth
- Diretta da: James Foley
- Scritta da: Blake Crouch, Matt e Ross Duffer

### Trama
Mentre Ethan, scalata la parete non recintata, si addentra nei boschi, il figlio Ben insieme ad altri due coetanei viene selezionato a scuola per l'attività di "orientamento", la quale consiste nell'apprendimento della verità sulla loro presenza a Wayward Pines. L'insegnante Megan Fisher spiega loro che si trovano non nel 2014, ma nell'anno 4028, molti secoli dopo in cui gli esseri umani si sono estinti, evolvendosi in quelle che lei chiama aberrazioni: mostruose creature che vivono allo stato brado, in grado di uccidere e divorare velocemente anche una persona armata. Gli attuali abitanti di Wayward Pines sono stati selezionati e ibernati duemila anni prima nell'ambito di un progetto guidato da David Pilcher, il quale aveva previsto l'estinzione umana, volto a dare possibilità di sopravvivenza alla specie umana nel futuro. I ragazzi di Wayward Pines rappresentano quindi la "prima generazione" di una nuova epoca di civilizzazione in cui delle città del passato non sono rimaste che ruderi. Il progetto prevede che i giovani siano i soli a cui venga rivelata la verità, in quanto gli adulti non sono ritenuti in grado di accettarla. Le regole e la stretta sorveglianza sono quindi un metodo per tentare di assicurare la riuscita del progetto.
Nel frattempo, Ethan incontra varie creature nei boschi, dalle quali riesce a nascondersi, per poi essere raggiunto in elicottero dal dottor Jenkins, che rivela di essere David Pilcher.
- Guest star: Hope Davis (Megan Fisher), Scott Michael Campbell (Wayne Johnson), Sarah Jeffery (Amy), Michael McShane (Bill).

## Scelte
- Titolo originale: Choices
- Diretta da: Jeff T. Thomas
- Scritta da: Matt e Ross Duffer, Brett Conrad

### Trama
Pilcher spiega a Ethan tutto quanto si cela dietro Wayward Pines, portandolo al centro di controllo della missione, dove lui e decine di volontari controllano i residenti e si preoccupano di far avere loro il materiale necessario alla vita quotidiana. Ethan apprende che Pam è sua sorella e che loro due insieme, nel corso degli anni 1990, avevano provato, invano, ad avvisare l'opinione pubblica di una mutazione genetica che nel lungo periodo avrebbe avuto effetti devastanti sul futuro dell'umanità. In pochi però diedero loro ascolto, così David Pilcher decise di dirottare i fondi della sua ricca società in un progetto destinato a dare una seconda possibilità all'umanità, prevedendo il rischio di una completa estinzione, nel lontano futuro. Con l'aiuto di vari volontari come Arnold Pope, rapì molte persone, che non avrebbero accettato di partecipare spontaneamente, facendosi ibernare con loro per duemila anni. Al risveglio scoprì di aver avuto ragione, e avviò la costruzione di Wayward Pines, circondata da alte recinzioni per tenerla al sicuro dalle aberrazioni. Ad un primo gruppo di residenti rivelò la verità, ma molti di loro furono colti dalla disperazione e si suicidarono, mentre altri tentarono la fuga andando incontro alla morte. Gli attuali residenti sono parte di un secondo gruppo, ai quali solo ai più giovani, che hanno meno difficoltà ad adattarsi, viene detta la verità. Ethan, pur criticando gran parte del suo operato, accetta di collaborare a mantenere Wayward Pines sicura, contro le minacce sia interne che esterne.
Nel frattempo, mentre Theresa continua ad indagare per suo conto, Kate, Harold e Ted, si preparano a tentare di abbattere una recinzione con un esplosivo.
- Guest star: Hope Davis (Megan Fisher), Andrew Jenkins (Ted), Greta Lee (Ruby), Michael McShane (Bill), Teryl Rothery (Henrietta).

## Il posto più bello sulla Terra
- Titolo originale: The Friendliest Place on Earth
- Diretta da: Tim Hunter
- Scritta da: Patrick Aison, Rob Fresco, Chad Hodge, Blake Crouch

### Trama
Dopo l'esplosione, Ben rimane ferito gravemente, ma nell'ospedale riescono a salvare la vita sia a lui che ad Amy, che aveva riportato ferite più lievi. Ethan continua a dare la caccia al resto del gruppo di Kate, il quale, tentando ancora la fuga, ruba un camion di grosse dimensioni. Ethan riesce ad intercettare Harold, ma Dobbs, uno dei membri, riesce ad usare l'autocarro per sfondare una recinzione ed uscire dai confini di Wayward Pines con uno dei suoi compagni rimasto ferito durante l'esplosione. I due vengono tuttavia presto raggiunti e uccisi dalle creature che popolano la Terra. Nel frattempo, Pilcher è determinato a rafforzare le misure di sicurezza ed essere più rigido, arrivando per la prima volta a punire severamente un membro del suo staff che aveva ammesso di aver trascurato varie infrazioni catturate dalle telecamere di sorveglianza della città.
- Guest star: Hope Davis (Megan Fisher), Scott Michael Campbell (Wayne Johnson), Siobhan Fallon Hogan (Arlene Moran), Barclay Hope (Brad Fisher), Sarah Jeffery (Amy), Greta Lee (Ruby), Teryl Rothery (Henrietta), Ian Tracey (Franklin Dobbs).

## Esecuzione
- Titolo originale: A Reckoning
- Diretta da: Nimród Antal
- Scritta da: Matt e Ross Duffer

### Trama
Mentre la recinzione viene riparata e Ethan uccide alcune creature che avevano tentato di oltrepassarla, un gruppo di studenti giudica insufficiente il lavoro del nuovo sceriffo e per prevenire nuovi attentati cerca di fare pressione affinché i colpevoli siano giustiziati. Quando si rendono conto che Ethan non ha intenzione di uccidere gli arrestati, irrompono nel suo ufficio e iniziano ad uccidere gli incarcerati. Ethan li raggiunge in tempo per salvare solo Kate. Subito dopo, Theresa sopraggiunge per comunicare loro una scoperta: in una casa abbandonata ha rinvenuto una serie di video che provano quanto Ethan aveva tentato di spiegare a entrambe, ossia la verità su cosa si cela al di fuori di Wayward Pines. Ethan decide quindi, per provare a fermare la violenza in città, di rivelare a tutti tale verità, convocando i cittadini per quella che sarebbe dovuta essere l'esecuzione di Kate. David Pilcher, sentendosi nuovamente tradito e scoraggiato, disattiva l'emissione di corrente elettrica, compresa quella diretta alle recinzioni, che diventano quindi facilmente scavalcabili.
- Guest star: Hope Davis (Megan Fisher), Siobhan Fallon Hogan (Arlene Moran), Barclay Hope (Brad Fisher), Sarah Jeffery (Amy), Teryl Rothery (Henrietta), Tom Stevens (Jason Higgins), Ian Tracey (Franklin Dobbs).

## Un nuovo inizio
- Titolo originale: Cycle
- Diretta da: Tim Hunter
- Scritta da: Matt e Ross Duffer, Chad Hodge, Blake Crouch

### Trama
David Pilcher è intenzionato a lasciar morire la popolazione di Wayward Pines, in modo da poter in seguito rifondare la città con un altro gruppo di ibernati. La sorella e molti suoi collaboratori provano a fermarlo, ma le guardie di sicurezza rimangono fedeli a Pilcher, che fa re-ibernare anche Pam. Nel frattempo, la città è invasa dalle aberrazioni e in molti vengono uccisi. Mentre molti ragazzi trovano rifugio presso un'"arca", un edificio sicuro loro dedicato nei pressi del quartier generale di Pilcher, Ethan, Kate e Theresa guidano gli adulti superstiti in un bunker, e da lì poi alla residenza di Pilcher. Qui, Ethan e Kate riescono a neutralizzare le guardie di sicurezza e a prendere il controllo della struttura, Ethan tuttavia sceglie di rimanere indietro e sacrificarsi per impedire che le creature possano introdursi all'interno della struttura, facendosi esplodere nel condotto di un ascensore. Il figlio rimarrà ferito dall'esplosione, entrando in coma. Pam, intanto, viene risvegliata e uccide Pilcher, iniziando poi a collaborare con Kate per il futuro di Wayward Pines.
Tre anni dopo, Ben si risveglia nell'ospedale di Wayward Pines, ritrovandosi davanti Amy, ora infermiera. La ragazza lo invita a mantenersi calmo e a fare attenzione in quanto sono sorvegliati. Ben, uscito dall'ospedale, troverà la città al sicuro dalle aberrazioni ma sarà sconfortato dal vedere i suoi coetanei al potere, i quali seguono le stesse idee di Pilcher, a cui è anche dedicata una statua. Tutti continuano quindi ad essere sorvegliati e i corpi di diversi adulti impiccati sono esposti in pubblico con un cartello che ricorda il divieto di provare a lasciare la città.
- Guest star: Hope Davis (Megan Fisher), Siobhan Fallon Hogan (Arlene Moran), Barclay Hope (Brad Fisher), Sarah Jeffery (Amy), Michael McShane (Bill), Tom Stevens (Jason Higgins).